# Amir Ronen
Amir Ronen, né en 1965, est un informaticien israélien.

## Biographie
Ronen étudie à l'université hébraïque de Jérusalem et y obtient successivement un B. Sc., un M. Sc., et un Ph. D.. Il est chercheur postdoctoral à l'université Stanford et à l'université de Californie à Berkeley. Il travaille ensuite quelques années au Technion comme professeur assistant, puis rejoint le centre IBM Research à Haïfa.
En 2012 il reçoit, avec Elias Koutsoupias, Christos Papadimitriou, Tim Roughgarden, Noam Nisan et Eva Tardos, le prix Gödel pour avoir initié et développé un nouveau champ de recherches appelé Algorithmic Mechanism Design (en) (AMD),,, qui est un procédé des sciences économiques théoriques et de la théorie des jeux (équilibre de Nash) qui prend en compte des concepts informatiques tels que la conception des algorithmes et la théorie de la complexité.
Ronen travaille en théorie algorithmique des jeux, analyse de réseaux sociaux, apprentissage automatique, analyse stratégique.